# 卢苏代巴
卢苏代巴（法語：Loussous-Débat）是法国热尔省的一个市镇，属于米朗德区（Mirande）艾尼昂县（Aignan）。该市镇总面积5.07平方公里，2009年时的人口为47人。

## 人口
卢苏代巴人口变化图示